# Arrecife
Arrecife je město ve Španělsku. Je to hlavní a nejlidnatější město Lanzarote, jednoho z Kanárských ostrovů. Nachází se na východním pobřeží ostrova a žije zde zhruba 65 tisíc obyvatel. Arrecife je také důležitý přístav a turistický rezort. Krom toho je to také jedna ze sedmi obcí na Lanzarote.
Arrecife je sedmé nejlidnatější město na Kanárských ostrovech a čtvrté nejlidnatější v rámci provincie Las Palmas.
Název Arrecife v překladu ze španělštiny znamená útes a je odvozen od černých sopečných útesů nacházejících se při zdejším pobřeží, za kterými mohly kotvit lodě a chránit se tak před útoky pirátů.

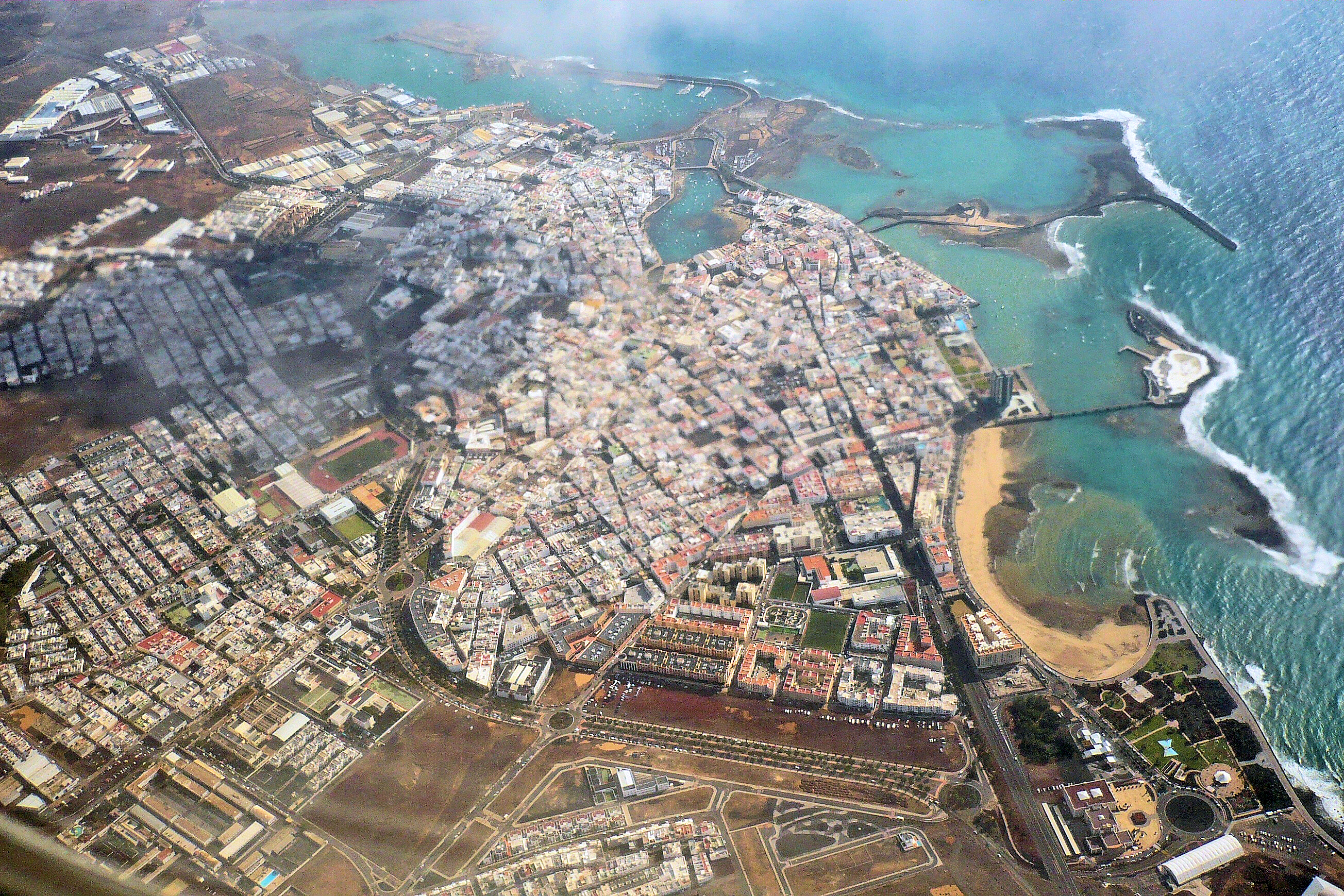
Letecký pohled na Arrecife

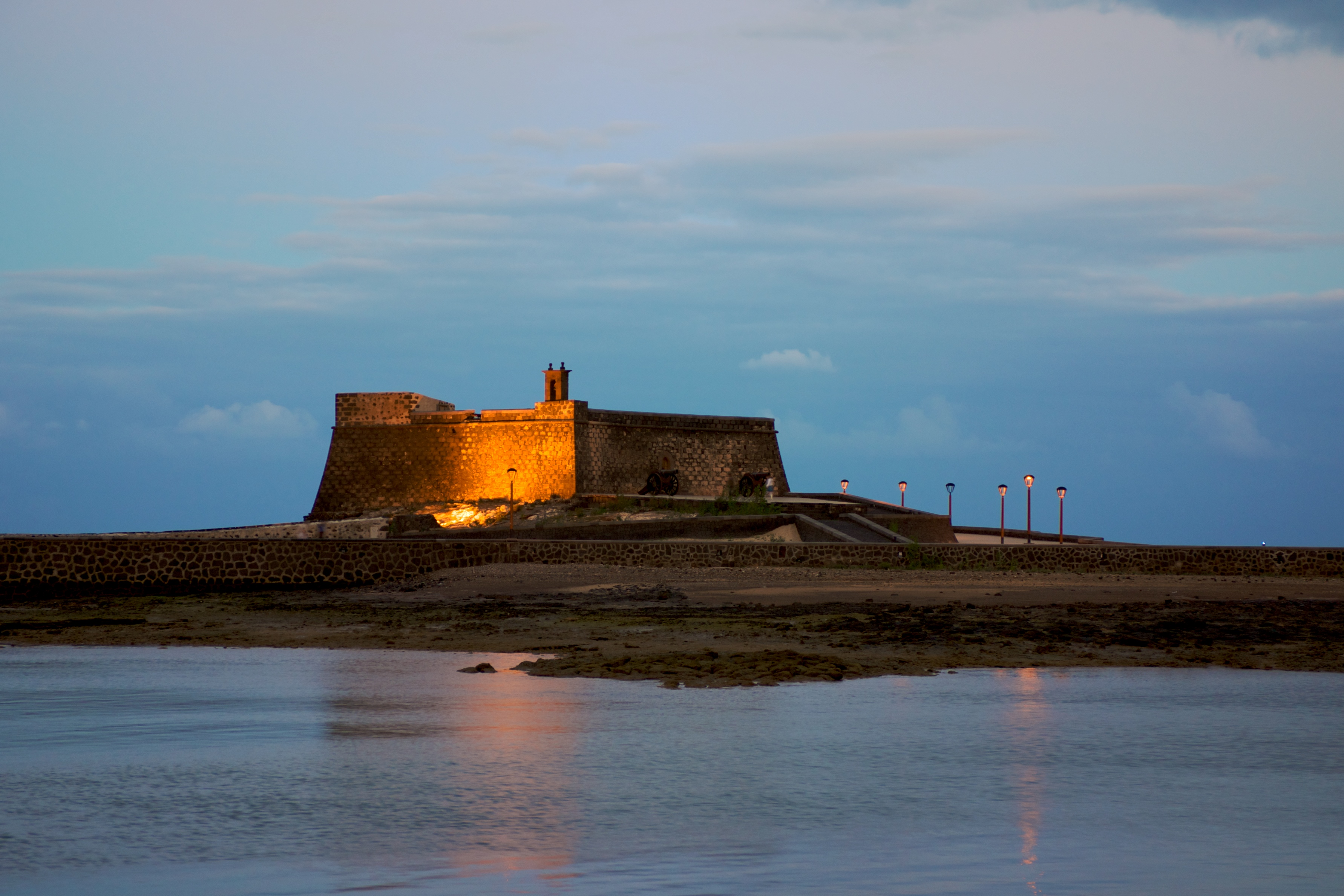
Castillo de San Gabriel

## Historie
První obyvateli oblasti, kde dnes leží město Arrecife byli Majové, domorodí obyvatelé ostrova Lanzarote, kteří zde žili před připojením ostrova ke Španělsku. Majové tuto oblast nazývali Elguinaguaria.
Samotné město Arrecife pak bylo založeno v 17. století jakožto nepříliš významná malá osada. Tato osada se ale díky své výhodné poloze ideální pro kotvení lodí poměrně rychle začala rozvíjet a rozrůstat, rozvoji města v 18. století pak pomohl obchod s vínem a pálenkou aguardiente, která se v té době začala na Lanzarote ve velkém produkovat. V 19. století pak obchod s vínem a pálenkou upadl, ale namísto toho se začal rozvíjet obchod s košenilou. V té době bylo již Arrecife nejdůležitějším městem na ostrově a také jeho hlavním přístavem a v roce 1847 se stalo hlavním městem Lanzarote (do té doby většina úřadů sídlila v Teguise, které se nachází více ve vnitrozemí). Krátce na to, v roce 1852 bylo Dekretem o svobodných přístavech (Decreto de Puertos Francos) umožněno významným kanárským přístavům včetně Arrecife obchodovat na mezinárodních trzích s minimálními daněmi a celními poplatky oproti zbytku Španělska. Vedle obchodu byl po celou historii Arrecife důležitým zdrojem příjmů také rybolov, přičemž v Arrecife sídlila rybářská flotila pro kanársko-saharskou oblast (jejíž význam upadl po předání Západní Sahary Maroku v roce 1975).
Ve 20. století se pak Arrecife změnilo na město s ekonomikou zaměřenou na služby, od 70. let 20. století se začalo stávat i významným turistickým rezortem. Od 90. let počet obyvatel každoročně prudce stoupá (zvýší se zhruba o 10 tisíc každých 10 let), nejen kvůli migraci z ostatních částí Španělska, ale i kvůli migraci ze zbytku světa, například z Latinské Ameriky.

### Vývoj počtu obyvatel

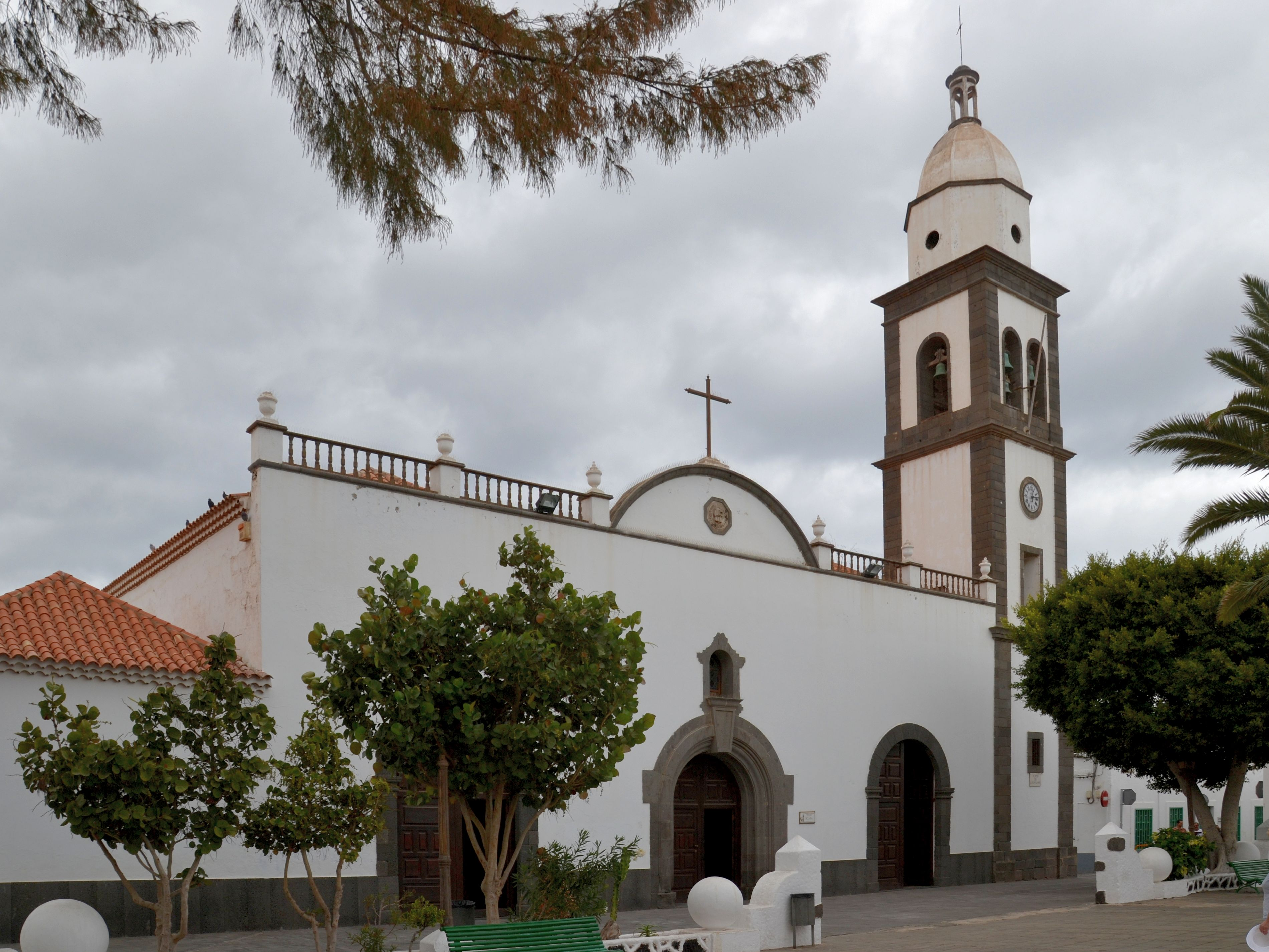
Kostel San Ginés

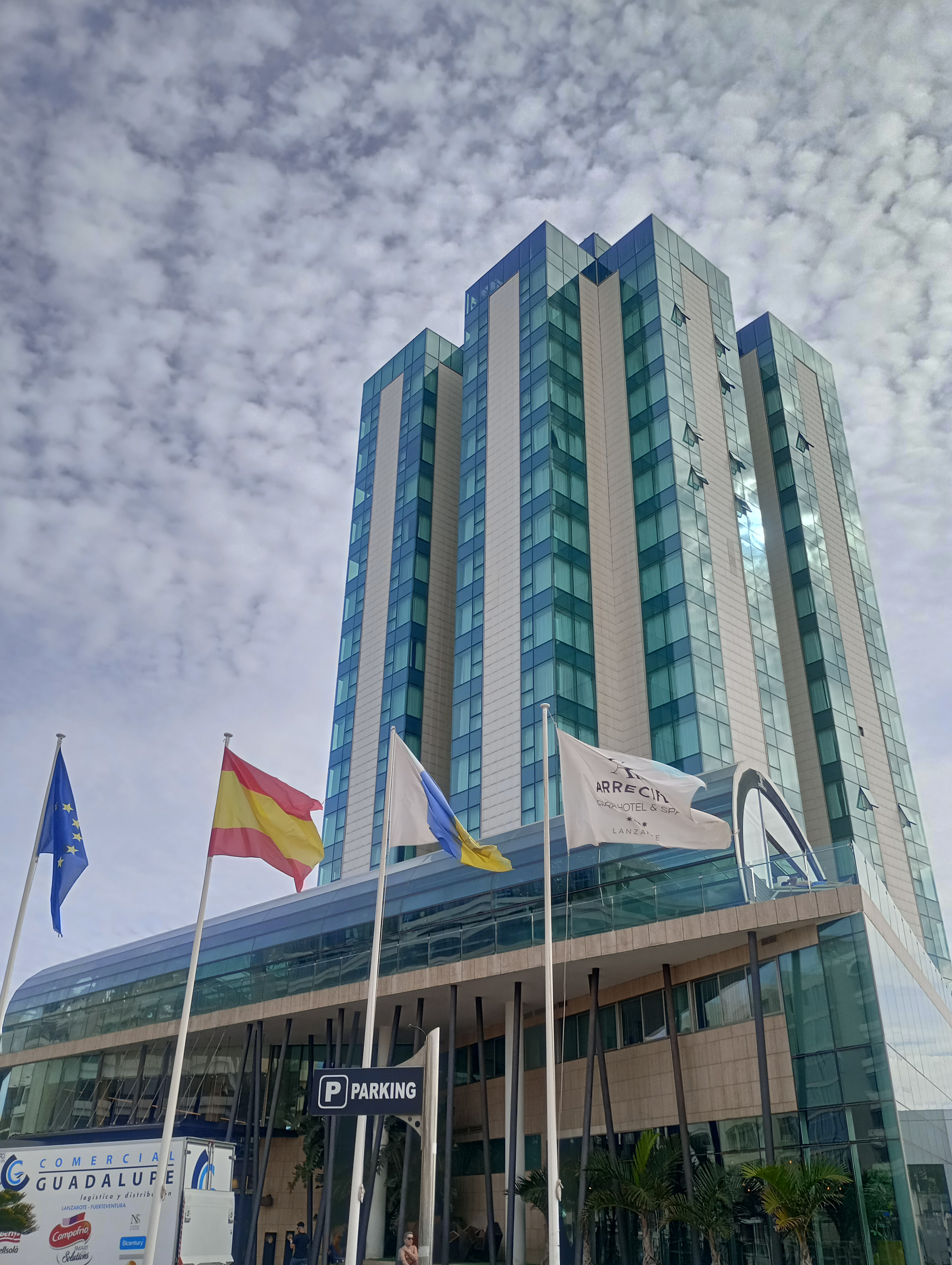
Gran Hotel

Počet obyvatel Arrecife v průběhu let:

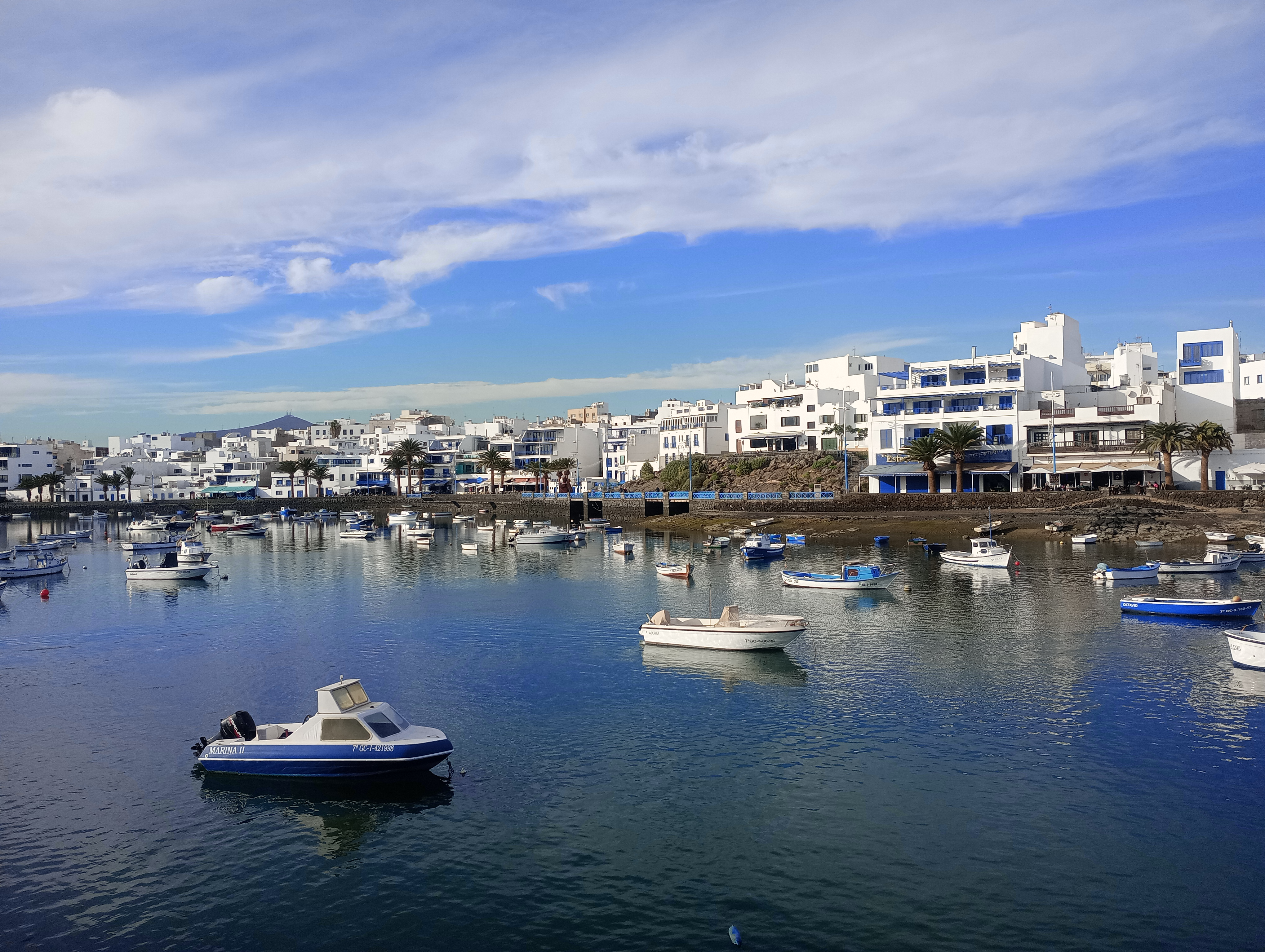
Bahía de Arrecife

| Rok  | Počet obyvatel |
| ---- | -------------- |
| 2021 | 64 278         |
| 2011 | 55 381         |
| 2001 | 44 980         |
| 1991 | 33 906         |
| 1981 | 28 864         |
| 1970 | 21 135         |
| 1960 | 13 104         |
| 1950 | 8929           |
| 1940 | 6927           |
| 1930 | 5129           |
| 1920 | 5003           |
| 1910 | 4128           |
| 1900 | 3488           |
| 1897 | 3306           |
| 1887 | 3262           |
| 1877 | 2882           |
| 1860 | 2699           |
| 1857 | 2761           |
| 1842 | 2363           |

## Doprava
V Arrecife se nachází velký přístav, který je spojen pravidelnými trajektovými linkami s Cádizem a ostrovy Tenerife, Gran Canaria a Fuerteventura. Co se týče osobní přepravy, je to druhý nejvytíženější přístav na Kanárských ostrovech (po přístavu v Santa Cruz de Tenerife).
Mezinárodní letiště Césara Manrique se nachází 5 kilometrů od Arrecife. Je to jediné letiště na ostrově a nabízí spojení s celou řadou světových letišť.
V Arrecife začínají nejvýznamnější silnice na Lanzarote, konkrétně LZ-1, která Arrecife spojuje se severem ostrova, LZ-2 vedoucí na jih ostrova a LZ-20 vedoucí do vnitrozemí. V Arrecife se nachází ústřední autobusové nádraží (Estación de guaguas), ze kterého vyjíždí autobusové linky spojující Arrrecife se všemi významnějšími obcemi na ostrově. Tyto autobusy také zajišťují veřejnou dopravu v samotném městě.

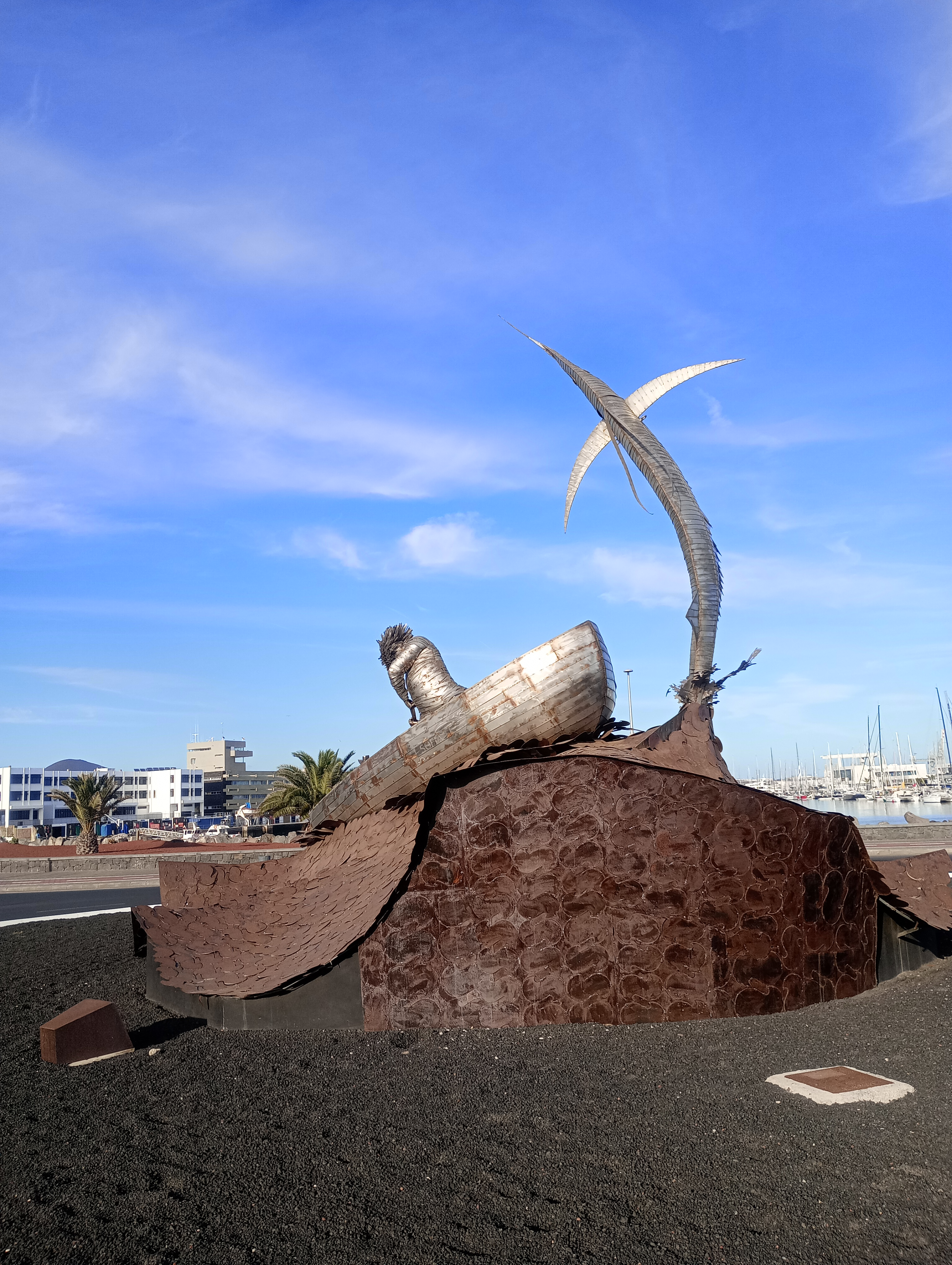
Socha Pescador con Marlin

## Pamětihodnosti
Mezi nejvýznamnější pamětihodnosti v Arrecife patří:
- Kostel San Ginés, hlavní kostel ve městě z 19. století, stojící na místě menší kaple ze 17. století.
- Castillo de San Gabriel, pevnost z 16. století stojící na malém ostrůvku při pobřeží, ve které se nachází muzeum historie města.[4]
- Castillo San José, pevnost z 18. století, ve které sídlí muzeum moderního umění.[4]
- Bahía de Arrecife, mořská laguna v centru města obklopená uličkami s malebnými domy.[8]
- Gran Hotel, moderní budova z modrého skla ze 70. let 20. století, nejvyšší stavba na Lanzarote.[10]
- Socha Pescador con Marlin, zobrazující rybáře z Hemingwayova díla Stařec a moře bojujícího s mečounem.[11]

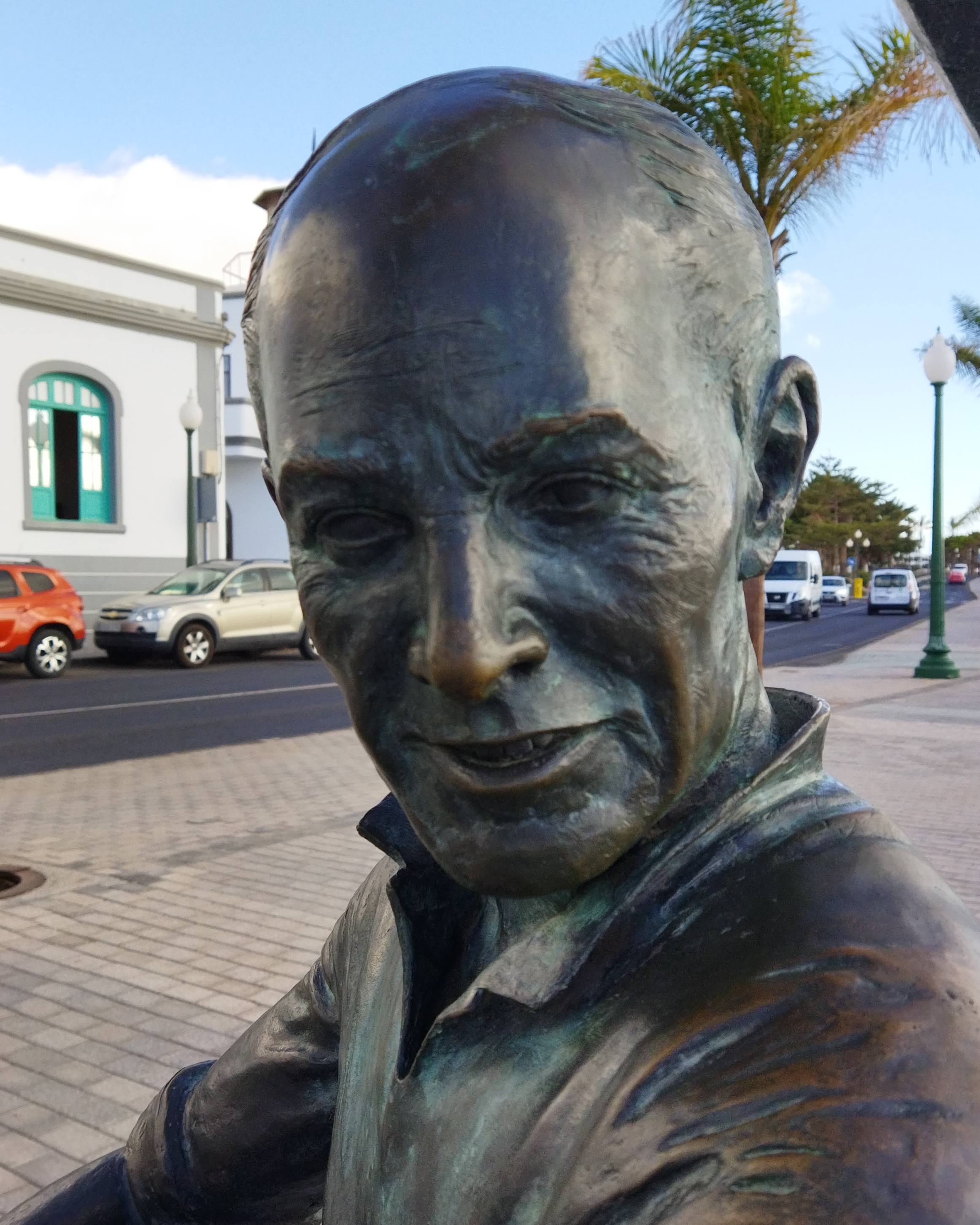
Socha Césara Manrique v Arrecife

- Pláže del Reducto a del Cable.

## Čtvrtě města
Arrecife se dělí na tyto čtvrtě:
- Altavista
- Arrecife Centro
- Argana Alta
- Argana Baja
- El Cable
- La Concha
- La Vega
- Las Salinas
- Los Alonso
- Maneje
- Puerto Naos
- San Francisco Javier
- Titerroy
- Valterra

## Osobnosti města
- César Manrique, rodák z Arrecife, architekt a umělec, Autor mnoha významných staveb a uměleckých instalací na Lanzarote. V Arrecife má sochu a je po něm pojmenována ulice i letiště.[12]

## Partnerská města

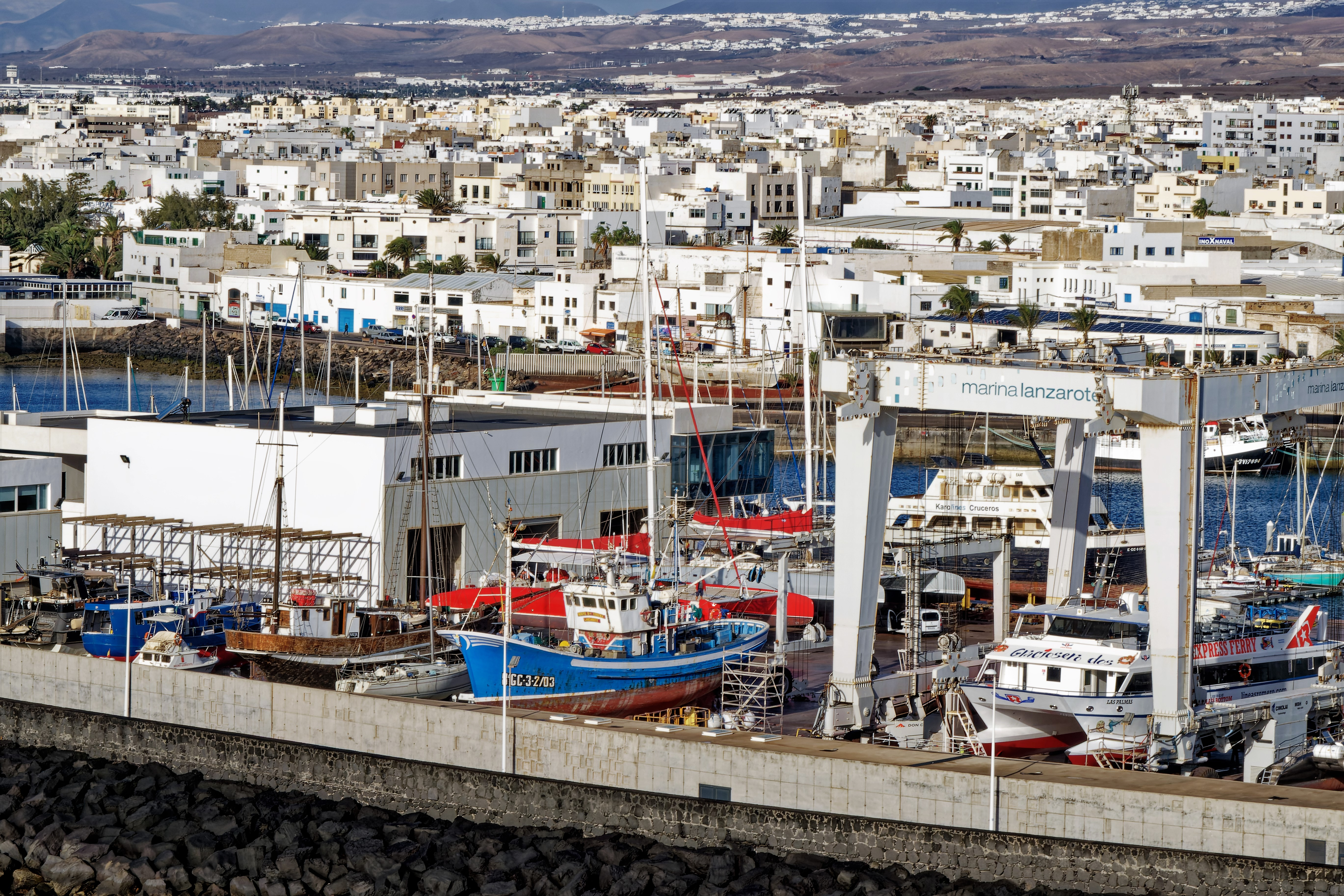
Lodě v přístavu v Arrecife

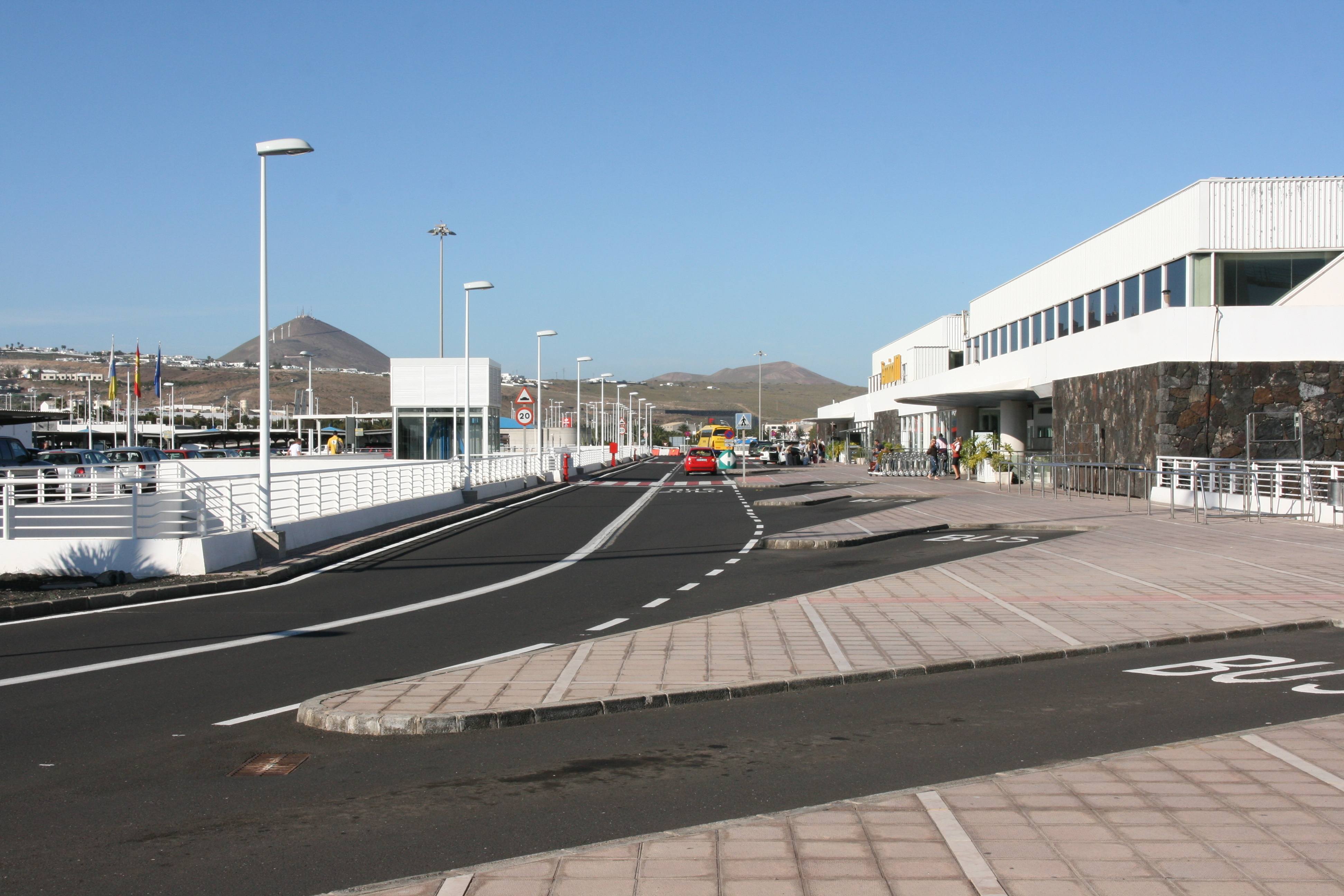
Budova letiště Césara Manrique

- Recife, Brazílie